# Whit Bissell
Whitner Nutting Bissell (* 25. Oktober 1909 in New York City; † 5. März 1996 in Los Angeles) war ein US-amerikanischer Schauspieler.

## Leben
Bissell studierte Schauspielkunst bei den mit der University of North Carolina at Chapel Hill zusammenarbeitenden Carolina Playmakers. Danach trat er in einigen Theaterstücken am Broadway auf. 1940 war Bissell in Der Herr der sieben Meere erstmals auf der Kinoleinwand zu sehen. Die erste Filmrolle, mit der er auch im Abspann erwähnt wurde, spielte er 1946 in der Komödie It Shouldn't Happen to a Dog. 1957 erlangte Bissell größere Bekanntheit durch seine Mitwirkung in dem Horrorfilm Der Tod hat schwarze Krallen mit Michael Landon. Bis dahin war er bereits in über 80 Filmen zu sehen gewesen. Bleibenden Eindruck hinterließ er insbesondere durch Nebenrollen in mehreren Science-Fiction-B-Movies, darunter Der Schrecken vom Amazonas (1954) und Die Dämonischen (1956). Zwischen 1958 und 1960 spielte Bissell in der Fernsehserie Bachelor Father.
1960 spielte er mit dem Western Die glorreichen Sieben sowie dem Science-Fiction-Film Die Zeitmaschine nach dem gleichnamigen Roman von H. G. Wells in gleich zwei Filmklassikern. Eine seiner verhältnismäßig größeren Filmrollen in Hollywood spielte er 1963 als Mr. Burris in dem vierfach oscarprämierten Film Der Wildeste unter Tausend mit Paul Newman und Patricia Neal. 1966/67 trat Bissell in der Fernsehkultserie Time Tunnel in einer festen Rolle als General Heywood Kirk auf. Danach wirkte er noch über 20 Jahre lang in unzähligen Fernsehserien und -filmen mit. Seinen letzten Fernsehauftritt hatte der inzwischen an der Parkinson-Krankheit leidende Schauspieler 1984 in einer Folge von Falcon Crest, danach zog er sich aus der Öffentlichkeit zurück.
1994 erhielt Bissell von der Academy of Science Fiction, Fantasy & Horror Films den Award für sein Lebenswerk. Er war 18 Jahre Mitglied des Board of Directors der Screen Actors Guild. Außerdem saß er im Board of Governors der Academy of Motion Picture Arts and Sciences.
Bissell starb 1996, 86-jährig im Film- und Fernseh-Country House und Krankenhaus in Woodland Hills, Kalifornien, an den Folgen der Parkinson-Krankheit. Er wurde auf dem Westwood Village Memorial Park Friedhof in Los Angeles beigesetzt.

## Filmografie (Auswahl)
- 1940: Der Herr der sieben Meere (The Sea Hawk)
- 1943: Holy Matrimony
- 1943: Bestimmung Tokio (Destination Tokyo)
- 1946: It Shouldn’t Happen to a Dog
- 1946: Irgendwo in der Nacht (Somewhere in the Night)
- 1947: Zelle R 17 (Brute Force)
- 1947: Ein Doppelleben (A Double Life)
- 1947: Der Senator war indiskret (The Senator Was Indiscreet)
- 1948: Flucht ohne Ausweg (Raw Deal)
- 1948: Rebellion im grauen Haus (Canon City)
- 1948: Die Frau im Hermelin (That Lady in Ermine)
- 1948: Schritte in der Nacht (He Walked by Night)
- 1948: Aus dem Dunkel des Waldes (Another Part of the Forest)
- 1949: Tokio-Joe (Tokyo Joe)
- 1949: Zwei Männer und drei Babies (And Baby Makes Three)
- 1949: Side Street
- 1950: Verurteilt (Convicted)
- 1950: So ein Pechvogel (When Willie Comes Marching Home)
- 1950: Mordsache: Liebe (Perfect Strangers)
- 1950: Gefährliche Mission (Wyoming Mail)
- 1950: Mein Leben gehört mir (A Life of Her Own)
- 1951: In Rache vereint (The Great Missouri Raid)
- 1952: Die Hölle der roten Berge (Red Mountain)
- 1952: Mädels ahoi (Skirts Ahoy!)
- 1952: Tommy macht das Rennen (Boots Malone)
- 1952: Verkauft und verraten (The Sellout)
- 1952: Mördersyndikat San Francisco (Hoodlum Empire)
- 1953: Hölle der Gefangenen (Devil's Canyon)
- 1954: Terror in Block 11 (Riot in Cell Block 11)
- 1954: Der Schrecken vom Amazonas (Creature from the Black Lagoon)
- 1954: Die Caine war ihr Schicksal (The Caine Mutiny)
- 1954: Drei Stunden Zeit (Three Hours to Kill)
- 1954: Die unglaubliche Geschichte der Gladys Glover (It Should Happen to You)
- 1955: An einem Tag wie jeder andere (The Desperate Hours)
- 1955: Geheimring 99 (The Big Combo)
- 1955: Das Komplott (Trial)
- 1955: Nackte Straßen (The Naked Street)
- 1955: … und nicht als ein Fremder (Not as a Stranger)
- 1956: Die Dämonischen (Invasion of the Body Snatchers)
- 1956: Die Furchtlosen (The Proud Ones)
- 1956: Die Todesschlucht von Laramie (Dakota Incident)
- 1956: Der Mann von Del Rio (Man from Del Rio)
- 1957: Zwei rechnen ab (Gunfight at the O.K. Corral)
- 1957: Der Tod hat schwarze Krallen (I Was a Teenage Werewolf)
- 1957: Frankensteins Tod (I Was a Teenage Frankenstein)
- 1958: Die schwarze Orchidee (The Black Orchid)
- 1958: Flucht in Ketten (The Defiant Ones)
- 1958–1960: Bachelor Father (Fernsehserie, 7 Folgen)
- 1959: Warlock
- 1959: Auf der Kugel stand kein Name (No Name on the Bullet)
- 1959: Die Unbestechlichen (The Untouchables) Folge: Kopf oder Zahl
- 1960: Die Zeitmaschine (The Time Machine)
- 1960: Die glorreichen Sieben (The Magnificent Seven)
- 1961: Kein Fall für FBI (The Detectives) (Fernsehserie, 1 Folge)
- 1962: Der Gefangene von Alcatraz (Birdman of Alcatraz)
- 1963: Sommer der Erwartung (Spencer’s Mountain)
- 1963: Der Wildeste unter Tausend (Hud)
- 1964: Sieben Tage im Mai (Seven Days in May)
- 1965: Vierzig Wagen westwärts (The Hallelujah Trail)
- 1966–1967: Time Tunnel (The Time Tunnel) (Fernsehserie, 30 Folgen)
- 1968: Todfeinde (5 Card Stud)
- 1969: Wenn dich der Mörder küßt (Once You Kiss a Stranger)
- 1970: Airport
- 1971: Um 9 Uhr geht die Erde unter (City Beneath the Sea) (Fernsehfilm)
- 1972: Top Secret (The Salzburg Connection)
- 1973: … Jahr 2022 … die überleben wollen (Soylent Green)
- 1973: Barnaby Jones (Fernsehserie, 1 Folge)
- 1973: The New Perry Mason (Fernsehserie, 2 Folgen)
- 1976: Die Flut bricht los (Flood) (Fernsehfilm)
- 1977: Uncas, der letzte Mohikaner (The Last of the Mohicans) (Fernsehfilm)
- 1978: Der Champion (Casey’s Shadow)
- 1978: Die Zeitmaschine (The Time Machine) (Fernsehfilm)
- 1982: Hart aber herzlich (Hart to Hart) (Fernsehserie, Folge: Die Zinnoberrote)
- 1984: Falcon Crest (Fernsehserie, 1 Folge)